# ジェイク・オブライエン
ジェイク・オブライエン（Jake O'Brien、1984年9月25日 - ）は、アメリカ合衆国の男性総合格闘家。インディアナ州インディアナポリス出身。インテグレイテッド・ファイティング・アカデミー所属。

## 来歴
高校時代はレスリングで3度の州王者となり、125勝4敗という成績を残した。パデュー大学でもレスリングを2年経験。18歳からはブラジリアン柔術も学んだ。
IFC、WECなどの総合格闘技イベントで7戦無敗の戦績を残し、2006年8月17日のUFC Fight Night 6でUFC初参戦。クリストフ・ミドゥ・"ザ・フェニックス"をTKOで破る。
2007年1月25日、UFC Fight Night: Evans vs. Salmonでヒース・ヒーリングと対戦し、3-0の判定勝ち。
2008年3月1日、UFC 82でアンドレイ・アルロフスキーと対戦し、マウントパンチによるTKO負け。総合格闘技初敗北となった。7月19日、UFC Fight Night: Silva vs. Irvinでケイン・ヴェラスケスと対戦し、パウンドによるTKO負け。
2009年1月31日、UFC 94で1階級下のライトヘビー級に変更しクリスチャン・ウェリッシュに判定勝ち。7月11日にはUFC 100でジョン・ジョーンズに一本負けを喫した。この試合を最後にUFCとの契約が切れた。
2010年7月10日、DREAM初参戦となったDREAM.15のライトヘビー級王座挑戦者決定戦でゲガール・ムサシと対戦し、フロントチョークで一本負け。ライトヘビー級規定の93kgをオーバーし96kgまでしか落とせず、ファイトマネーの10%没収およびイエローカードが提示された状態での試合開始となった。

## 戦績
| 総合格闘技 戦績 | 総合格闘技 戦績 | 総合格闘技 戦績 | 総合格闘技 戦績 | 総合格闘技 戦績 | 総合格闘技 戦績 | 総合格闘技 戦績 |
| --------------- | --------------- | --------------- | --------------- | --------------- | --------------- | --------------- |
| 16 試合         | (T)KO           | 一本            | 判定            | その他          | 引き分け        | 無効試合        |
| 13 勝           | 8               | 1               | 4               | 0               | 0               | 0               |
| 3 敗            | 2               | 1               | 0               | 0               | 0               | 0               |

| 勝敗 | 対戦相手                               | 試合結果                           | 大会名                                           | 開催年月日     |
| ×    | ゲガール・ムサシ                       | 1R 0:31 フロントチョーク           | DREAM.15 【DREAMライトヘビー級王座挑戦者決定戦】 | 2010年7月10日  |
| ○    | トニ・ヴァルトネン                     | 5分3R終了 判定3-0                  | Fight Festival 27                                | 2010年3月13日  |
| ○    | デイヴ・ヘス                           | 2R 4:24 チキンウィングアームロック | MMA Big Show: Triple Threat                      | 2010年2月20日  |
| ×    | ジョン・ジョーンズ                     | 2R 2:43 フロントチョーク           | UFC 100                                          | 2009年7月11日  |
| ○    | クリスチャン・ウェリッシュ             | 5分3R終了 判定2-1                  | UFC 94: St-Pierre vs. Penn 2                     | 2009年1月31日  |
| ×    | ケイン・ヴェラスケス                   | 1R 2:02 TKO（パウンド）            | UFC Fight Night: Silva vs. Irvin                 | 2008年7月19日  |
| ×    | アンドレイ・アルロフスキー             | 2R 4:17 TKO（マウントパンチ）      | UFC 82: Pride of a Champion                      | 2008年3月1日   |
| ○    | ヒース・ヒーリング                     | 5分3R終了 判定3-0                  | UFC Fight Night: Evans vs. Salmon                | 2007年1月25日  |
| ○    | ジョシュ・スコックマン                 | 5分3R終了 判定3-0                  | UFC 65: Bad Intentions                           | 2006年11月18日 |
| ○    | クリストフ・ミドゥ・"ザ・フェニックス" | 2R 0:52 TKO（パウンド）            | UFC Fight Night 6                                | 2006年8月17日  |
| ○    | パット・ハーモン                       | 1R TKO（パンチ連打）               | United Fight League 1                            | 2006年6月23日  |
| ○    | アントワーヌ・ヘイス                   | 1R TKO（パンチ連打）               | Legends of Fighting 6                            | 2006年4月7日   |
| ○    | ジェイ・ホワイト                       | 1R 0:14 KO（パンチ）               | WEC 19: Undisputed                               | 2006年3月17日  |
| ○    | ジョナサン・アイヴィー                 | 1R TKO（パンチ連打）               | Legends of Fighting 4                            | 2006年1月20日  |
| ○    | アンソニー・ファーガソン               | 1R TKO（パンチ連打）               | LOF: Revolution 1                                | 2006年1月7日   |
| ○    | ポール・バウアーズ                     | 1R TKO（パンチ連打）               | Integrated Fighting Classic 3                    | 2005年6月21日  |
| ○    | クリス・クラーク                       | 1R TKO（パンチ連打）               | Madtown Throwdown 3                              | 2005年5月21日  |